# Alexander Walterowitsch Litwinenko
Alexander Walterowitsch Litwinenko (russisch Александр Вальтерович Литвиненко, wiss. Transliteration Aleksandr Val’terovič Litvinenko; * 30. August 1962 in Woronesch; † 23. November 2006 in London) war ein russischer und später britischer Nachrichtendienstler. Er war Offizier des sowjetischen Geheimdienstes KGB bzw. seines russischen Nachfolgers FSB und ab 2003 als Überläufer Informant des britischen Auslandsgeheimdienstes MI6. Später trat er als Kritiker des russischen Präsidenten Wladimir Putin und Buchautor in Erscheinung. Litwinenko wurde vom russischen Oligarchen Boris Beresowski unterstützt. Litwinenko starb durch eine Vergiftung mit Polonium-210.

## Leben

### Karriere
Nach Abschluss der Mittelschule wurde Litwinenko 1980 zu den Inneren Truppen der UdSSR einberufen. Ab 1988 war er in der Abteilung für militärische Spionageabwehr des sowjetischen Geheimdienstes KGB (3. Hauptverwaltung) tätig. In verschiedenen Konfliktherden der zerfallenden Sowjetunion und später Russlands war er an Kampfeinsätzen beteiligt. Beim FSB, der Nachfolgeorganisation des sowjetischen KGB in Russland, war Litwinenko im Kampf gegen Terrorismus und organisierte Kriminalität eingesetzt.

### Kritiker der russischen Regierung
1998 trat Litwinenko erstmals als Kritiker der russischen Regierung an die Öffentlichkeit: Auf einer Pressekonferenz in Moskau beschuldigte er – zusammen mit Michail Trepaschkin und einigen anderen maskierten Geheimdienstlern – die Führung des Geheimdienstes FSB der Anstiftung zum Mord. Sie hätten von dieser den Auftrag bekommen, den damaligen Sekretär des Staatssicherheitsrats, Boris Beresowski, zu töten.
Im März 1999 wurde Litwinenko erstmals verhaftet, in einem Strafverfahren im November desselben Jahres aber freigesprochen. Noch im Gerichtssaal wurde er erneut festgenommen, im Jahr 2000 schließlich aus der Haft entlassen. Litwinenko behauptete, die Anschuldigungen gegen ihn seien konstruiert gewesen. Bei der Haftentlassung habe er sich verpflichten müssen, nicht aus der Russischen Föderation auszureisen. In der Folge wurde ein drittes Strafverfahren gegen ihn eröffnet. Nach eigenen Angaben wurden Litwinenko und seine Familie vom FSB bedroht, was ihn noch im Jahr 2000 zur illegalen Ausreise bewogen habe.

### Asyl in London
Litwinenko traf am 1. November 2000 in London ein und beantragte politisches Asyl. Dieses wurde ihm und seiner Familie im Mai 2001 gewährt. In Großbritannien betätigte sich Litwinenko als Journalist und Buchautor, finanziert vom ebenfalls in London lebenden Boris Beresowski.
Im Oktober 2006 – wenige Wochen vor seinem Tod – erhielt Litwinenko die britische Staatsbürgerschaft. Laut Daily Mail betätigte sich Litwinenko in London als MI6-Agent.

### Tod

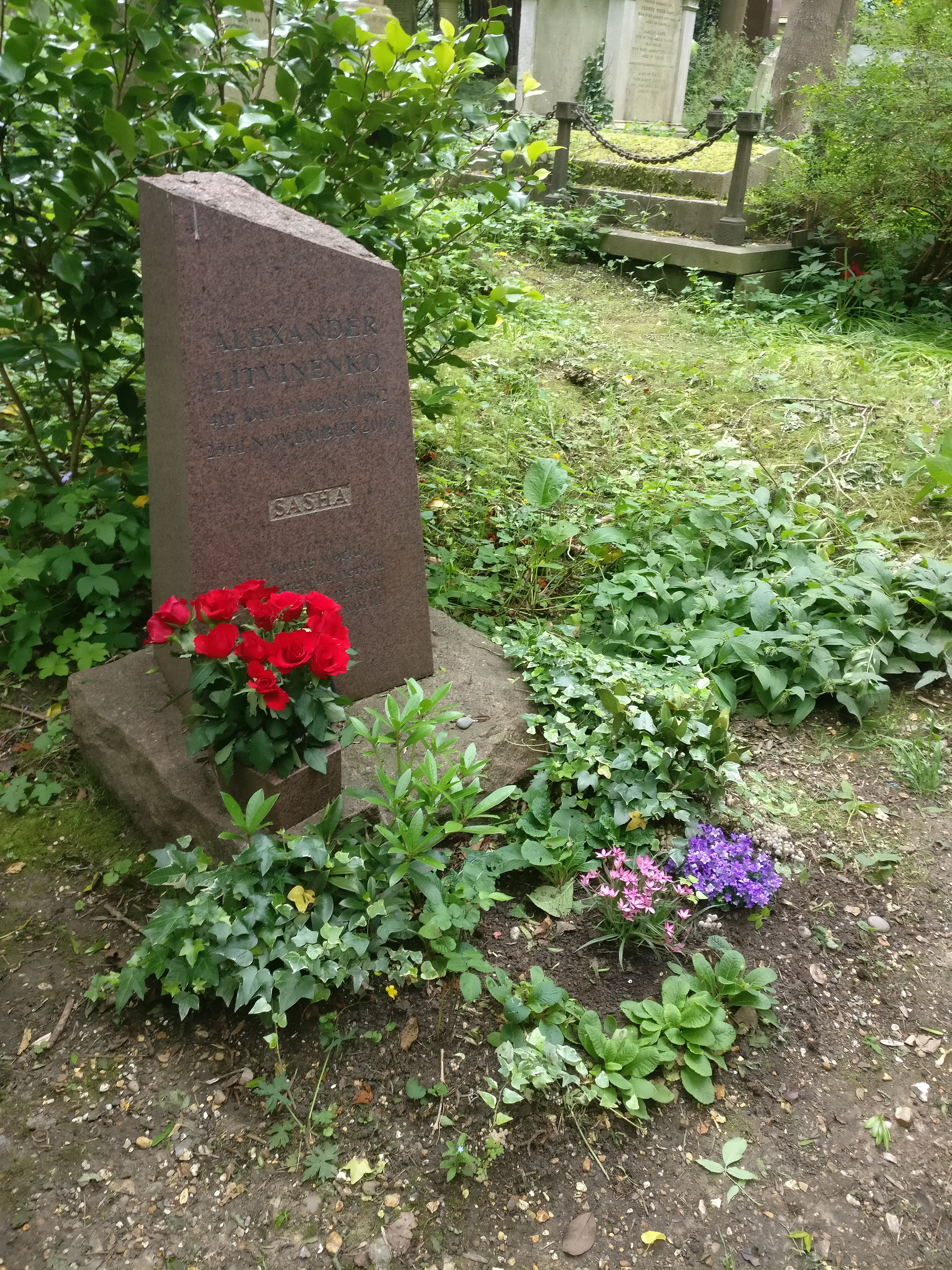
Das Grab Alexander Litwinenkos, London Highgate-Friedhof 2017

In der Nacht vom 1. zum 2. November 2006 zeigten sich bei Litwinenko starke Vergiftungssymptome, wie häufiges, heftiges Erbrechen, Übelkeit, starke Bauchschmerzen und Atemnot. Am 3. November wurde er in ein Krankenhaus eingewiesen. In den folgenden Tagen verschlechterte sich sein Zustand rasant. Die Mediziner gingen zuerst davon aus, dass Thallium für den körperlichen Verfall Litwinenkos gesorgt hatte. Erst wenige Stunden vor dem Ableben fand man große Mengen des radioaktiven Polonium-Isotops 210 im Urin.
Litwinenko starb am 23. November 2006 um 21:21 Uhr Ortszeit an den Folgen der durch Polonium verursachten Strahlenkrankheit. Nur wenige Stunden bevor er das Bewusstsein verlor, erklärte Litwinenko in einem Interview mit der Times, dass er vom Kreml zum Schweigen gebracht worden sei.
Die Beerdigung auf dem Londoner Highgate-Friedhof wurde nach islamischem Ritus abgehalten. Litwinenko war kurz vor seinem Tod zum Islam übergetreten.
Litwinenko hinterließ seine Frau Marina und seinen Sohn.

## Anschuldigungen
Litwinenko machte eine Reihe von Anschuldigungen öffentlich, die seine früheren Geheimdienstkollegen von KGB und FSB und den früheren FSB-Chef Wladimir Putin belasten oder diskreditieren. Diese Behauptungen konnten bislang von unabhängigen Medien weder bestätigt noch widerlegt werden.

### Sprengstoffanschläge auf Wohnhäuser 1999
Zusammen mit Juri Felschtinski, einem US-amerikanischen Historiker russischer Herkunft, verfasste er 2002 das Buch Eiszeit im Kreml. Das Komplott der russischen Geheimdienste (im russischen Original: ФСБ взрывает Россию). Die auf Menschenrechtsfragen spezialisierte russische Nachrichtenagentur Prima, die vom ehemaligen Sowjetdissidenten Alexander Podrabinek geleitet wird, ließ das Buch in Lettland drucken und wollte es in Moskau mit einer Auflage von 4.400 Exemplaren verkaufen. Der Lastwagen mit der Auflage wurde indes im Rahmen einer Antiterror-Aktion beschlagnahmt.
Die zentrale These des Buches ist, dass die Sprengstoffanschläge von 1999 auf Wohnhäuser in Moskau und in anderen russischen Städten, bei denen rund 300 Menschen den Tod fanden, entgegen den Behauptungen von offiziellen russischen Stellen nicht von tschetschenischen Terroristen verübt wurden. Vielmehr gingen die Anschläge – so die Autoren – auf das Konto des russischen Geheimdienstes FSB und dienten als Vorwand für die Entfesselung des Zweiten Tschetschenienkriegs.
Dieselbe Theorie vertraten auch Mitglieder einer öffentlichen Kommission um Sergei Kowaljow. Ihre Mitglieder wurden verfolgt:
- Der Kommissionsvorsitzende Sergej Juschenkow wurde am 17. April 2003 erschossen.[13]
- Der Ermittler der Kommission, Rechtsanwalt Michail Trepaschkin – wie Litwinenko ein ehemaliger FSB-Offizier – wurde im Oktober 2003 festgenommen, als die Polizei in seinem Auto eine Pistole fand. Vermutlich wurde sie ihm untergeschoben, doch wurde Trepaschkin im Mai 2004 wegen Verrats von Staatsgeheimnissen und illegalem Besitz von Munition zu vier Jahren Lagerhaft verurteilt. Nach Angaben von Amnesty International war das Verfahren „offenbar politisch motiviert“ und entsprach „nicht den internationalen Standards für faire Verfahren“. Russische Menschenrechtsgruppen gingen davon aus, dass „die Anklagen gegen ihn konstruiert wurden, um zu verhindern, dass er seine Ermittlungen zu den 1999 verübten Bombenanschlägen auf Wohnhäuser fortsetzen konnte“, so Amnesty International.[14]
- Das Kommissionsmitglied Juri Schtschekotschichin, Vize-Chefredakteur der Zeitung Nowaja gaseta, starb am 3. Juli 2003. Offizielle Todesursache war eine seltene Hautveränderung, das sogenannte Lyell-Syndrom. Familie und Weggefährten vermuten jedoch, dass Schtschekotschichin vergiftet wurde.[15]

### Organisation der Geiselnahme im Moskauer Theater 2002
Im Juni 2003 behauptete Litwinenko im Interview mit dem australischen TV-Sender SBS, dass mindestens zwei der Tschetschenen, die das Moskauer Musical-Theater erstürmt hatten, in Wahrheit für den FSB gearbeitet hätten und vom FSB zur Geiselnahme angestiftet worden seien. Angeblich konnten die beiden ihm bekannten Tschetschenen später nicht unter den Toten gefunden werden, weil sie vom FSB herausgeholt worden waren. Litwinenko war überzeugt, dass die Geiselnahme in Wahrheit eine geplante Aktion des FSB war.

### Unterstützung von al-Qaida
In einem Interview im Juli 2005 mit der polnischen Zeitung Rzeczpospolita warf Litwinenko dem von Putin geführten FSB vor, im Jahr 1998 Aiman az-Zawahiri und andere al-Qaida-Führer in der an Tschetschenien angrenzenden Teilrepublik Dagestan trainiert zu haben.

### Romano Prodis KGB-Komplizenschaft
Im April 2006 sorgten Anschuldigungen gegen den italienischen Ministerpräsidenten Romano Prodi für Aufmerksamkeit. Litwinenko habe diesen zufolge vor seiner Ausreise im Jahr 2000 vom ehemaligen stellvertretenden Direktor des FSB, Anatoli Trofimow erfahren, dass Prodi mit dem KGB zusammenarbeitete, erklärte der britische Europaabgeordnete Gerard Batten am 3. April 2006 im EU-Parlament.

### Pädophilie-Anschuldigung gegen Putin sowie Vergleich mit einem Serienmörder
Litwinenko beschuldigte im Juli 2006 auf der Website der tschetschenischen Separatistenbewegung Wladimir Putin der Veranlagung zur Pädophilie. Er verglich ihn mit dem bekannten sowjetischen Serienmörder und Kannibalen Andrei Tschikatilo.

### Letzte, unveröffentlichte Recherchen

#### Zerschlagung von Jukos
Vor seinem Tod soll Litwinenko brisantes Material über die Zerschlagung des russischen Ölkonzerns Jukos gesammelt haben. Dies berichtete die britische Tageszeitung The Times. Litwinenko habe Unterlagen besessen, die bewiesen, dass mehrere Mitarbeiter des Unternehmens verschwunden oder gestorben seien und dass die russische Regierung an diesen Verbrechen direkt beteiligt gewesen sei. Die Akte habe Litwinenko dem früheren, mittlerweile in Israel lebenden Jukos-Vize Leonid Newslin übergeben.

#### Dänische Mohammed-Karikaturen
Litwinenko zufolge war die Kontroverse um die Veröffentlichung der Mohammed-Karikaturen in der dänischen Zeitung Jyllands-Posten im Jahr 2005 vom FSB orchestriert worden, angeblich, weil Dänemark sich geweigert hatte, tschetschenische Terroristen an Russland auszuliefern. Allerdings räumt der Verfasser des Artikels kritisch ein, dass Litwinenko Verschwörungstheorien geradezu „geliebt habe“.

#### Ermordung von Anna Politkowskaja
Eigenen Aussagen zufolge hat Litwinenko sich zuletzt auch mit dem Mord an der Moskauer Journalistin Anna Politkowskaja beschäftigt. Er soll sich am Tag seiner Vergiftung mit Polonium-210 mit dem italienischen Geheimdienstexperten Mario Scaramella getroffen haben, der ihm angeblich wichtige Unterlagen zu diesem Fall überreichte. Darin sollen Mitglieder einer Spezialeinheit des FSB als Urheber des Mordes an Politkowskaja angeführt werden. Litwinenko sei in diesen Unterlagen ebenso wie der in London lebende russische Oligarch Beresowski als nächstes Ziel von Anschlägen genannt worden.

#### Kooperation mit spanischen Behörden
Laut einem Bericht der Tageszeitung El País informierte Litwinenko kurz vor seinem Tod die spanischen Behörden über Aufenthaltsort, Rolle und Aktivitäten zahlreicher Mitglieder der russischen Mafia. In einem Treffen im Mai 2006 soll er insbesondere Informationen über Vitaly Izguilov, Zahkar Kalashov und Tariel Oniani weitergegeben haben.

## Ermittlungen nach der Vergiftung

### Aussagen Litwinenkos
Vom 18.–20. November 2006 wurde Litwinenko von Scotland Yard im Krankenhaus befragt. Er nannte drei mögliche Personen, die ihn am 1. November vergiftet haben können: Andrei Lugowoi und seinen Begleiter, und Mario Scaramella. Zu Mario Scaramella sagte er jedoch, dass er ihn nur genannt habe, damit sich die vom FSB beauftragten Lugowoi und Begleiter in Sicherheit wiegen und festgenommen werden können. Litwinenko sagte aus, dass er einige Schlucke kalten grünen Tee zu sich nahm, der ihm von Lugowoi in der Bar des Millennium Hotels angeboten wurde.
Am 21. November – zwei Tage vor seinem Tod – unterschrieb Litwinenko einen Abschiedsbrief. Darin machte er den russischen Präsidenten Putin für seinen Tod verantwortlich. Dieser Abschiedsbrief war von seinem Anwalt George Menzies entworfen worden und wurde von seinem Freund und Kollegen Alexander Goldfarb am 24. November öffentlich verlesen.

„Während ich hier liege, höre ich in aller Deutlichkeit die Flügel des Todesengels. Möglicherweise kann ich ihm noch einmal entkommen, aber ich muss sagen, meine Beine sind nicht so schnell, wie ich es gerne hätte. Ich denke deshalb, dass es an der Zeit ist, ein oder zwei Dinge dem Menschen zu sagen, der für meinen jetzigen Zustand verantwortlich ist. Sie [Putin] werden es vielleicht schaffen, mich zum Schweigen zu bringen, aber dieses Schweigen hat einen Preis. Sie haben sich als so barbarisch und rücksichtslos erwiesen, wie Ihre ärgsten Feinde es behauptet haben. Sie haben gezeigt, dass Sie keine Achtung vor dem Leben, vor der Freiheit oder irgendeinem Wert der Zivilisation haben. Sie haben sich als Ihres Amtes unwürdig erwiesen, als unwürdig des Vertrauens der zivilisierten Männer und Frauen. Sie werden es vielleicht schaffen, einen Mann zum Schweigen zu bringen. Aber der Protest aus aller Welt, Herr Putin, wird für den Rest des Lebens in Ihren Ohren nachhallen. Möge Gott Ihnen vergeben, was Sie getan haben, nicht nur mir angetan haben, sondern dem geliebten Russland und seinem Volk.“

Putin wies die Anschuldigungen bezüglich einer Beteiligung Moskaus an der Ermordung Litwinenkos als unbegründet zurück.

### Erste Ermittlungen
Die Ermittlungen im Fall Litwinenko werden von Scotland Yard geführt. An den Ermittlungen waren zeitweise etwa 100 Kriminalbeamte und etwa 100 Polizisten beteiligt. Die britische Polizeibehörde stufte den Tod am 6. Dezember 2006 als Mord ein. Am darauf folgenden Tag eröffnete auch die russische Staatsanwaltschaft ein Verfahren wegen Mordes an Litwinenko. Damit wäre – wenn die Ermittlungen zu einem offiziellen Ergebnis gekommen wären – ein Prozess gegen mutmaßliche Täter in Russland möglich gewesen. Nach den Ermittlungserkenntnissen wurde Litwinenko am 1. November 2006 in der Bar des Millennium Hotel mit Polonium-haltigem Tee vergiftet. Die beiden russischen Geschäftsleute (und früheren KGB-Mitarbeiter) Andrei Lugowoi und Dmitri Kowtun sind die Hauptverdächtigen.
Der leitende Ermittler von Scotland Yard, Craig Mascall, präsentierte im Rahmen der unabhängigen Untersuchung (vgl. unten Unabhängige Untersuchung unter Richter Sir Robert Owen) Beweise, dass Litwinenko am 16. Oktober 2006 bei einem Treffen mit Andrei Lugowoi, Dmitri Kowtun und britischen Geschäftsleuten in einer Londoner Firma das erste Mal mit Polonium vergiftet wurde, was aber nur ein kurzzeitiges Unwohlsein verursachte: Bei ihrem Aufenthalt in London am 16. und 17. Oktober 2006 hinterließen Lugowoi und Kowtun an vielen Orten radioaktive Spuren. Bei Tests, die von den britischen Behörden im November und Dezember 2006 durchgeführt wurden, konnte in ihren Hotelzimmern Alphastrahlung in Höhe von bis zu 1.500 Becquerel und im Gemeinschaftsbüro der Firmen Erinys und Triton International, in der das Geschäftstreffen stattfand, über 10.000 Becquerel (die maximale Anzeige des Messgeräts lag bei 10.000 Becquerel) gemessen werden. Nach dem Geschäftstreffen hielten sich Litwinenko und der italienische Geheimdienstexperte Mario Scaramella im Sushi-Restaurant Itsu am Piccadilly auf. Bei Tests, die dort von November 2006 bis Januar 2007 durchgeführt wurden, konnten bis zu 3.000 Becquerel gemessen werden. Am Abend waren Lugowoi, Kowtun und ein britischer Geschäftsmann im Restaurant Pescatori. Dort konnten bis zu 5.000 Becquerel gemessen werden. Danach gingen Lugowoi und Kowtun in eine Bar, wo 15 Becquerel an einer Wasserpfeife gemessen wurden. Bei Tests am 1. Dezember 2006 fand man Alphastrahlung in Höhe von 8 Becquerel an den Sitzen, auf denen Lugowoi und Kowtun auf ihrem Rückflug nach Moskau gesessen hatten. Scotland Yard wollte auch das Flugzeug untersuchen lassen, mit dem Lugowoi und Kowtun am 16. Oktober nach London gekommen waren, aber die Fluggesellschaft Transaero stornierte die Flüge des besagten Flugzeugs mit der Begründung, dass der Flugplan durch die Untersuchung des anderen Flugzeugs beeinträchtigt wurde. Zuvor hatten russische Behörden behauptet, bei ihren Tests in beiden Flugzeugen wären keine radioaktiven Spuren gefunden worden waren.
Ebenfalls im Rahmen der unabhängigen Untersuchung wurden Beweise präsentiert, dass sich Andrei Lugowoi vom 25. bis 28. Oktober 2006 in London aufhielt, um sich mit Alexander Litwinenko zu treffen und dabei wieder eine radioaktive Spur an seinen Aufenthaltsorten hinterließ. In dem Flugzeug, das er für den Hin- und Rückflug benutzte, wurde an den von ihm benutzten Sitzen und in der Nähe befindlichen Gepäckablage radioaktive Strahlung in der Höhe von bis zu 15 Becquerel gemessen. Im Hotel Sheraton, in dem er die ganze Zeit wohnte, wurden an verschiedenen Orten vor und in seinem Zimmer und besonders im Bad sehr hohe Werte gemessen, die höchsten davon an der Tür zu seinem Zimmer und im Abfalleimer im Bad mit jeweils 30.000 Becquerel. Die höchsten Werte jedoch wurden an zwei Handtüchern im Wäscheraum des Hotels gemessen – jeweils 130.000 und 17 Millionen Becquerel. Das verwendete Polonium hatte einen Wert von 6 Millionen Euro bzw. 10 Millionen US-Dollar. Der Anwalt von Scotland Yard, Richard Howell, sagte in seinem Abschlussplädoyer bei der unabhängigen Untersuchung, Lugowoi habe offensichtlich das Polonium in seinem Hotelzimmer verschüttet.
Am 1. November 2006 trafen sich Lugowoi, Kowtun und Litwinenko in der Pine Bar des Millennium Hotels. Im Rahmen der unabhängigen Untersuchung wurden der folgende Ablauf und die folgenden Beweise auf Grundlage von Messungen radioaktiver Spuren, Videoüberwachung und Speicherung von Telefonverbindungen dargelegt. Lugowoi war mit seiner Familie angereist, während Kowtun später aus Hamburg dazustieß. Kowtun hinterließ während seines Aufenthalts in Hamburg im Auto seiner Ex-Frau und an anderen Orten radioaktive Spuren. Auch in Kowtuns Zimmer im Millennium Hotel wurden radioaktive Spuren nachgewiesen, besonders hohe im Siphon. Am 1. November um 15.38 Uhr rief Lugowoi Litwinenko an und bat ihn, ins Millennium Hotel zu kommen. Vor Litwinenkos Ankunft im Hotel gegen 16.00 Uhr waren Lugowoi und Kowtun nacheinander auf der Hoteltoilette in der Nähe der Bar, wo sie ebenfalls radioaktive Spuren hinterließen. Bei seiner Befragung im Krankenhaus sagte Litwinenko aus, dass bei seiner Ankunft in der Bar auf dem Tisch schon eine Teekanne und Tassen gestanden hätten und er einige Schlucke von dem schon fast kalten grünen Tee getrunken habe, den Lugowoi ihm angeboten hatte. Bei Messungen in der Pine Bar wurden radioaktive Spuren an dem Tisch, an dem die Männer saßen, und sehr hohe Werte in einer Teekanne gemessen. Ein verabredetes Treffen von Lugowoi, Kowtun und Litwinenko in einer Londoner Firma am 2. November wurde von Litwinenko abgesagt, da er schon an starken Vergiftungssymptomen litt. Am 3. November flogen Lugowoi, seine Familie und Kowtun zurück nach Moskau. An den Sitzen in ihrem Flugzeug konnten radioaktive Spuren nachgewiesen werden.
Der zeitweise Verdacht, dass am 1. November noch eine weitere Person namens „Wladislaw“ involviert war, die den kontaminierten Tee zubereitete und Litwinenko gab, bestätigte sich im Laufe der Ermittlungen nicht. Vor dem Treffen im Millennium Hotel war Litwinenko mit Mario Scaramella zum Mittagessen in einer Sushi-Bar verabredet. Anschließend traf er sich mit Boris Beresowski und wurde dann von dem tschetschenischen Rebellensprecher Achmed Sakajew nach Hause gefahren.
Zu Beginn der Ermittlungen stand insbesondere Lugowoi (vgl. „Verfahren gegen Andrei Lugowoi und Dmitri Kowtun“) im Visier von Scotland Yard. Der Verdacht fiel aber auch auf Kowtun, weil sich Polonium-Spuren bei seinen Verwandten in Deutschland nachweisen ließen.

### Untersuchung unter Richter Sir Robert Owen
Unmittelbar nach Litwinenkos Tod wurde am 30. November 2006 die in England bei nicht eindeutig natürlichen Todesfällen erforderliche Untersuchung der Todesursache (inquest) durch Richter (coroner) Sir Robert Owen eingeleitet und sofort ausgesetzt, da polizeiliche Ermittlungen liefen. Am 13. Oktober 2011 wurde die Untersuchung wieder aufgenommen, da nun sicher war, dass es zu keiner Strafverfolgung kommen würde, da keine Aussicht auf Auslieferung der beiden Hauptverdächtigen Lugowoi und Kowtun von Seiten Russlands bestand. Diese Untersuchung wurde am 31. Juli 2014 beendet, um in einer neuen Rechtsform (inquiry) fortgeführt zu werden. Dies wurde durch eine Klage der Witwe, Marina Litwinenko, der im Januar 2014 durch das Londoner Obergericht stattgegeben wurde, erzwungen. Am 27. Januar 2015 fand die erste Anhörung statt. Laut Eröffnungsrede des Richters sei die wichtigste Eigenschaft und der Hauptgrund für die Durchführung dieser Art von Untersuchung die Möglichkeit, auch nichtöffentliche Anhörungen durchzuführen und nichtöffentliche Beweise hinzuzuziehen. Hierbei gehe es um geheime Dokumente der britischen Regierung, die auf den russischen Staat als Auftraggeber des Mordes hinweisen.
Dmitri Kowtun, der als einer der Hauptbeschuldigten für den Tod von Litwinenko verantwortlich gemacht wird, hatte im März 2015 erklärt, dass er per Videolink aus Moskau in der Untersuchung aussagen wolle. Der Verlauf des Untersuchungsverfahrens wurde dementsprechend angepasst und er sollte vom 27. bis 29. Juli 2015 vernommen werden. Am 24. Juli erklärte Kowtun aber, dass er nicht mehr zu einer Aussage bereit sei. Er nannte seine Verpflichtungen in der russischen Untersuchung dafür als Grund. Ein Anwalt, der Scotland Yard in der Untersuchung vertrat, sowie der Anwalt von Litwinenkos Witwe nannten Kowtuns Rückzug ein Manöver, um die Untersuchung zu stören, nachdem zuvor Informationen über den Fall durch die Bereitschaft zugänglich geworden waren. Die Untersuchung wurde ohne die Aussage Kowtuns beendet. Der Abschlussbericht zur Untersuchung wurde am 21. Januar 2016 durch Sir Robert Owen offiziell vorgestellt. Der Bericht kommt zu dem Ergebnis, dass der russische Geheimdienst den Mord in Auftrag gegeben habe und die Operation „wahrscheinlich“ von Präsident Putin gebilligt wurde:

“Taking full account of all the evidence and analysis available to me, I find that the FSB operation to kill Mr Litvinenko was probably approved by Mr Patrushev and also by President Putin.”

„Unter Berücksichtigung aller mir zur Verfügung stehenden Beweise und Analysen stelle ich fest, dass die Operation des FSB, Herrn Litvinenko zu ermorden, wahrscheinlich von Herrn Patruschew und auch von Präsident Putin gebilligt wurde.“

Der Bericht bezog sich in seinen Schlussfolgerungen explizit nicht nur auf öffentlich zugängliche Informationen, sondern auch auf nicht-öffentliche Informationen des britischen Auslandsgeheimdienstes MI6. Russlands Außenminister, Sergei Lawrow, bezeichnete den Bericht in einer ersten Stellungnahme als politisch motiviert und bemängelte eine fehlende Transparenz.
Im September 2021 bezeichnete der Europäische Gerichtshof für Menschenrechte die Beteiligung Russlands als die „einzig plausible Erklärung“ für den Mord.

### Ähnliche Attentate
- Es bestehen Parallelen zum Attentat auf Emilian Gebrew in Bulgarien im April 2015.[54]
- Sergei Wiktorowitsch Skripal, ehemaliger Oberst des sowjetischen, später russischen Militärnachrichtendienstes GRU, der am 4. März 2018 zusammen mit seiner 33-jährigen Tochter Julija in Salisbury mit dem Nervengift Nowitschok vergiftet wurde.[55][56]
- Nikolai Gluschkow, russischer Exilant, der am 12. März 2018 tot in London aufgefunden wurde.[57]
- Selimchan Changoschwili, tschetschenischer Offizier, der am 23. August 2019 im Kleinen Tiergarten in Berlin erschossen wurde.
- Alexei Anatoljewitsch Nawalny, russischer Aktivist, der am 20. August 2020 Opfer eines Giftanschlags wurde.[58]

## Verfahren gegen Andrei Lugowoi und Dmitri Kowtun
Scotland Yard besaß laut dem Guardian bereits im Januar 2007 genügend Beweise, um ein Auslieferungsgesuch für den nach Russland zurückgereisten früheren KGB-Mann Lugowoi zu beantragen. Ende Mai 2007 schließlich – kurz vor dem Ende der Regierungszeit Tony Blairs – ersuchte London offiziell um Auslieferung Lugowois an Großbritannien.
Unter Berufung auf die Verfassung der Russischen Föderation, die eine Auslieferung russischer Staatsbürger an andere Staaten untersage, wurde dieses Auslieferungsgesuch abgelehnt. Gleichzeitig verwies die russische Generalstaatsanwaltschaft aber auf die Möglichkeit, in Russland ein Strafverfahren gegen Lugowoi zu eröffnen, wenn sie die nötigen Dokumente erhalte.
Nach dem Amtsantritt der Regierung Gordon Brown verschärfte sich der Konflikt zwischen London und Moskau im Juli 2007. Am 16. Juli wies Großbritannien vier russische Diplomaten aus. Moskau reagierte empört und kündigte „ernsthafte Konsequenzen“ an. Als erster Schritt wurden am 19. Juli vier britische Diplomaten des Landes verwiesen. Außerdem kündigte Russland an, keine neuen Einreise-Visa für britische Amtsträger zu erstellen.

### Ermittlung der britischen und deutschen Staatsanwaltschaft
Der Vertreter der königlichen Staatsanwaltschaft (Crown Prosecution Service), Sir Ken Macdonald, erklärte 2007 zum Fall Litwinenko:
„Ich habe heute beschlossen, dass die Beweise, die uns von der Polizei übergeben wurden, genügen, um Andrei Lugowoi des Mordes an Herrn Litwinenko mittels absichtlichen Vergiftens zu beschuldigen. Ich habe ferner beschlossen, dass die Strafverfolgung klar im öffentlichen Interesse ist. In dieser Lage habe ich die Mitarbeiter der Staatsanwaltschaft angewiesen, unverzüglich Schritte zu unternehmen, um die baldige Auslieferung von Andrei Lugowoi durch Russland an das Vereinigte Königreich zu erreichen, damit er des Mordes angeklagt und schnell vor ein Londoner Gericht gestellt werden kann, um wegen dieses außerordentlich schweren Verbrechens angeklagt zu werden.“
Die Staatsanwaltschaft der Hansestadt Hamburg fasste unter dem Aktenzeichen 7101 Js886/06 das Ergebnis ihrer Untersuchungen des zweiten Verdächtigen, Dmitri Kowtun, wie folgt zusammen: „Die in Hamburg durchgeführten Ermittlungen haben – auch in Verbindung mit den aus Großbritannien und Russland mitgeteilten Ermittlungsergebnissen – keinen hinreichenden Tatverdacht gegen den Beschuldigten ergeben.“
Am 4. November 2011 wurde auch ein Haftbefehl wegen Mordes an Alexander Litwinenko gegen Dmitri Kowtun erlassen. Der leitende Ermittler in dem Fall, Craig Mascall, erklärte im Rahmen der unabhängigen Untersuchung die große Zeitspanne zwischen den beiden Haftbefehlen damit, dass die Beweisaufnahme in Deutschland so viel Zeit in Anspruch genommen habe.

### Die Beweislage
Wie die britische Zeitung The Guardian am 23. Mai 2007 berichtete, stützt sich die Anschuldigung gegen Lugowoi vor allem auf die Polonium-Spur, die der mutmaßliche Täter nach der Vergiftung hinterlassen hat.
Der Täter habe sich bei der Vergiftung selbst kontaminiert. In der Folge habe er in Restaurants, Hotelzimmern, Taxis, an Lichtschaltern, Banknoten, Quittungen von Kreditkarten und Flugtickets winzige Spuren von Polonium hinterlassen. Eine gigantische Verstrahlung ergab die Entsorgung der Mordwaffe im Waschbecken des Badezimmers. Auch Personen, mit denen er in Kontakt gekommen sei, hinterließen danach Polonium-Spuren, allerdings in wesentlich geringerem Umfang. Ebenso scheide das Opfer, vom Zeitpunkt seiner Vergiftung an, über die Schweißdrüsen geringe Mengen Polonium aus. Alle Polonium-Spuren führten zu Andrei Lugowoi. Dieser habe bei einem Treffen im Millennium Hotel Litwinenko das Polonium in eine Teekanne gegossen, so das Blatt.
Das amerikanische FBI habe Polonium 210, das von Russland aus in die USA exportiert wurde, mit dem Polonium verglichen, mit dem Litwinenko ermordet wurde. Dies versetzte die britischen Ermittler in die Lage, sowohl den Reaktor zu identifizieren, aus dem das Polonium stammt, als auch das genaue Datum der Polonium-Produktion zu bestimmen.

## Russische Theorien über die Täterschaft
Der Berater des Präsidenten, Sergei Jastrschembski, vermutete in einer Reportage des russischen Staatssenders Westi ein Komplott gegen die Regierung: „Ich denke, wir haben es mit einer gut organisierten Kampagne oder einem konsequenten Plan zur Diskreditierung Russlands und seiner Führung zu tun.“
Ende Dezember 2006 bezeichnete die russische Generalstaatsanwaltschaft Leonid Newslin als möglichen Auftraggeber für den Mord an Litwinenko. Der seit 2003 in Israel lebende ehemalige Mitbesitzer des Ölunternehmens Jukos hat die Verdächtigung zurückgewiesen.
Der nationalbolschewistische Regierungskritiker Eduard Limonow wiederum stützte die These Litwinenkos und stellte Präsident Putin an den Pranger: „Das Argument all der Herren ist: Es war für Putin nicht nützlich, den Befehl zur Beseitigung Litwinenkos und Politkowskajas zu geben. Doch dieses Argument passt nicht für Herrn Putin und seine Umgebung. Die Jukos-Affäre hat dem Image Russlands und Putins gewaltigen Schaden zugefügt, hat sich negativ ausgewirkt auf die Entwicklung Russlands und wird sich noch weiter negativ auswirken. Trotzdem hat man die Jukos-Spitze mit unnützer Grausamkeit und Rachsucht verfolgt. Der Beschuss der Schule in Beslan, der Gasangriff auf das Kino Nord-Ost haben die unmenschlichen, tierischen Züge des Regimes gezeigt – sie waren völlig unnütz und wurden dennoch befohlen. Putin ist ein Mensch der Rache und der Emotionen. Litwinenko war im Jahr 2006 schon nicht mehr aktuell. Doch man hat Rache genommen für die Pressekonferenz des Jahres 1998, für sein Buch ‚Wie der FSB Russland in die Luft sprengt‘. Das war eine demonstrative, auf Schau angelegte Bestrafung – lange und quälend, zur Abschreckung.“
Eine weitere Meinung vertritt die russische Wirtschaftsjournalistin Julia Latynina der Nowaja gaseta: „Das Verbrechen trägt die Handschrift einer aggressiven Fraktion innerhalb der Staatssicherheit, deren Ziel es ist, Putins Integrationsbemühungen gen Westen Einhalt zu gebieten.“

## Mediale Verarbeitung
Der Filmautor Andrei Nekrassow drehte unter dem Titel Rebellion: die Affäre Litwinenko einen Dokumentarfilm zum Fall Litwinenko. Nekrassow begleitete Litwinenko in den letzten beiden Jahren vor dessen Tod. Der Film wurde am 26. Mai 2007 auf den Filmfestspielen von Cannes im Hauptprogramm außer Konkurrenz gezeigt.
2022 wurde unter dem Titel Litvinenko eine Miniserie von ITVX veröffentlicht, die die Ermittlungsarbeiten in Folge des Mordes dramaturgisch verarbeitet. Alexander Litwinenko wird hier von David Tennant gespielt. Die Regie übernahm Jim Field Smith.

## Schriften
- Александр Литвиненко, Юрий Фельштинский, ФСБ ВЗРЫВАЕТ РОССИЮ. Liberty Publishing House, New York 2002, ISBN 0-914481-63-0. Im Internet: terror99.ru (PDF; 925 kB).
  - Übersetzungen:
Blowing up Russia: Terror from Within. S P I Books, August 2002, ISBN 1-56171-938-2
Blowing up Russia. The Secret Plot to Bring Back KGB Terror. Gardners Books, January 2007, ISBN 1-903933-95-1
Blowing up Russia. The Secret Plot to Bring Back KGB Terror. Encounter Books, April 2007, ISBN 1-59403-201-7
Eiszeit im Kreml. Das Komplott der russischen Geheimdienste. Hoffmann und Campe, Hamburg 2007, ISBN 978-3-455-50039-4.
- Александр Литвиненко, Лубянская преступная группировка (Gang from Lubyanka). 2002. Im Internet: compromat.ru, lib.aldebaran.ru.
- Ein Buch über den Aufstieg Putins und den FSB war in Vorbereitung.